# Mr. Tambourine Man (album)
| Recensione                        | Giudizio     |
| --------------------------------- | ------------ |
| AllMusic                          | [ 1 ]        |
| The New Rolling Stone Album Guide | [ 2 ]        |
| Sputnikmusic                      | 4.5 (Superb) |
| Piero Scaruffi                    | 7/10         |
| Ondarock                          | 6/10         |
| Dizionario del Pop-Rock           | [ 6 ]        |
| 24.000 dischi                     | [ 7 ]        |

Mr. Tambourine Man è il primo album in studio del gruppo folk rock statunitense The Byrds, pubblicato il 21 giugno 1965 dalla Columbia Records. Dall'album furono estratti due singoli: Mr. Tambourine Man (n. 1 in classifica) e All I Really Want to Do (n. 40), entrambi reinterpretazioni di brani di Bob Dylan.

## Descrizione
L'album è caratterizzato dal suono della chitarra Rickenbacker a dodici corde di Jim McGuinn e dalle complesse armonie vocali della band. Il materiale incluso nell'album consiste in prevalenza di reinterpretazioni di brani folk altrui, principalmente composti da Bob Dylan, e originali composti (in collaborazione e non) da Gene Clark. Grazie al successo mondiale dell'omonimo singolo scritto da Dylan, Mr. Tambourine Man contribuì alla fama internazionale della band quali alfieri del folk rock ed è ampiamente considerato dai critici la prima sfida concreta del mercato statunitense al dominio britannico nelle classifiche da parte dei Beatles e di altri gruppi musicali della British Invasion durante la metà degli anni sessanta.
Il termine "folk rock" fu coniato dalla stampa americana proprio per descrivere il sound dei Byrds di metà anni '60, circa nello stesso periodo della pubblicazione dell'album Mr. Tambourine Man.
L'album raggiunse la posizione numero 6 nella classifica Billboard Top LPs negli Stati Uniti e la numero 7 in Gran Bretagna. Il singolo Mr. Tambourine Man, pubblicato prima dell'album nell'aprile 1965, raggiunse la vetta sia nella classifica statunitense Billboard Hot 100 sia nella britannica UK Singles Chart. Un secondo singolo, All I Really Want to Do, un'altra cover di Dylan, riscosse moderato successo negli Stati Uniti, ma andò meglio nel Regno Unito, dove entrò nella top ten.

## Tracce

### Edizione originale in vinile
Lato A
1. Mr. Tambourine Man – 2:20 (Bob Dylan) – Registrato il 20 gennaio 1965
2. I'll Feel a Whole Lot Better – 2:31 (Gene Clark) – Registrato il 14 aprile 1965
3. Spanish Harlem Incident – 1:58 (Bob Dylan) – Registrato il 14 aprile 1965
4. You Won't Have to Cry – 2:07 (Gene Clark, Jim McGuinn) – Registrato il 14 aprile 1965
5. Here Without You – 2:36 (Gene Clark) – Registrato il 22 aprile 1965
6. The Bells of Rhymney – 3:30 (Idris Davies, Pete Seeger) – Registrato il 14 aprile 1965

Lato B
1. All I Really Want to Do – 2:02 (Bob Dylan) – Registrato l'8 marzo 1965
2. I Knew I'd Want You – 2:14 (Gene Clark) – Registrato il 20 gennaio 1965
3. It's No Use – 2:23 (Gene Clark, Jim McGuinn) – Registrato il 14 aprile 1965
4. Don't Doubt Yourself, Babe – 2:46 (Jackie DeShannon) – Registrato il 22 aprile 1965
5. Chimes of Freedom – 3:50 (Bob Dylan) – Registrato il 22 aprile 1965
6. We'll Meet Again – 2:07 (Ross Parker, Hughie Charles) – Registrato il 14 aprile 1965

Edizione rimasterizzata in CD del 1996, pubblicato dalla Columbia Records (CK 64845)
1. Mr. Tambourine Man – 2:29 (Bob Dylan)
2. I'll Feel a Whole Lot Better – 2:32 (Gene Clark)
3. Spanish Harlem Incident – 1:57 (Bob Dylan)
4. You Won't Have to Cry – 2:08 (Gene Clark, Jim McGuinn)
5. Here Without You – 2:36 (Gene Clark)
6. The Bells of Rhymney – 3:30 (Idris Davies, Pete Seeger)
7. All I Really Want to Do – 2:04 (Bob Dylan)
8. I Knew I'd Want You – 2:14 (Gene Clark)
9. It's No Use – 2:23 (Gene Clark, Jim McGuinn)
10. Don't Doubt Yourself, Babe – 2:54 (Jackie DeShannon)
11. Chimes of Freedom – 3:51 (Bob Dylan)
12. We'll Meet Again – 2:07 (Hughie Charles, Ross Parker)
13. She Has a Way – 2:25 (Gene Clark) – Bonus Track - Registrato l'8 marzo 1965
14. I'll Feel a Whole Lot Better – 2:28 (Gene Clark) – Bonus Track - Alternate Version - Registrato il 14 aprile 1965
15. It's No Use – 2:24 (Gene Clark, Jim McGuinn) – Bonus Track - Alternate Version - Registrato l'8 marzo 1965
16. You Won't Have to Cry – 2:07 (Gene Clark, Jim McGuinn) – Bonus Track - Alternate Version - Registrato il 14 aprile 1965
17. All I Really Want to Do – 2:02 (Bob Dylan) – Bonus Track - Single Version - Registrato l'8 marzo 1965
18. You and Me – 2:11 (David Crosby, Gene Clark, Roger McGuinn) – Bonus Track - Instrumental - Registrato l'8 marzo 1965

## Formazione
The Byrds
- Jim McGuinn - leader, chitarra a 12 corde, voce
- Gene Clark - tamburello, voce
- David Crosby - chitarra ritmica, voce
- Chris Hillman - basso, voce
- Michael Clarke - batteria[18]

Musicisti aggiuntivi
- Jerry Cole – chitarra ritmica (tracce 1, 8)
- Larry Knechtel – basso (tracce 1, 8)
- Leon Russell – piano elettrico (tracce 1, 8)
- Hal Blaine – batteria (tracce 1, 8)